# Rosaria Perrone
Rosaria Perrone (Pistoya, 10 de mayo de 1965) es una botánica, profesora, taxónoma, conservadora y exploradora italiana.

## Carrera
En 1977, diploma de educación científica. En 1984, licenciada en Ciencias Agrícolas por la Universidad de Florencia. Se tituló de doctora en Filosofía en biosistemática vegetal (ciclo II, 1985-1988) con una tesis sobre el género Rosa en Toscana. Desde 1988, es conservadora en el Museo Botánico (ahora Sección Botánica del Museo de Historia Natural de la Universidad de Florencia), tras un concurso público. Anteriormente trabajó en el Departamento de Ciencias de la Tierra y en el Mar, División de Ecología, Universidad de Palermo.
Fue Jefa de la Sección Botánica, a partir de septiembre de 2004 a diciembre de 2007. De nuevo Administradora de octubre de 2010. Desarrolla actividades académicas y científicas, como responsable de la conservación, manejo y estudio de las colecciones pertenecientes a la Sección de Botánica, incluyendo su catalogación y gestión de inventario, así como el enlace a las muestras tipo digitalizadas. Individualmente o en colaboración con otros investigadores, responsable de la representación de las plantas en el arte, su identificación y significado. Ha ocupado y dado seminarios como parte de los cursos de Museología Naturalista de la Universidad de Florencia y la de Siena. Ha seguido, como correlator, en tema de tesis como parte de las colecciones museológicas sección.Editó (en colaboración con otros) numerosas exposiciones, tanto de la Sección y externas.

## Algunas publicaciones
- rosaria Perrone, cristina Salmeri, salvatore Brullo, paolo Colombo, olga De Castro. 2015. What do leaf anatomy and micro-morphology tell us about the psammophilous Pancratium maritimum L. (Amaryllidaceae) in response to sand dune conditions?. Flora Morphology, Distribution, Functional Ecology of Plants 213: 20 - 31.

- --------------------, paolo De Rosa, olga De Castro, paolo Colombo. 2013. Leaf and stem anatomy in eight Hypericum species (Clusiaceae). Acta Bot. Croat. 72 (2): 269 – 286, resumen

- paolo Colombo, rosaria Perrone, paolo De Rosa, olga De Castro, . 2013. A further analysis of secretory structures of some taxa belonging to the genus Hypericum (Clusiaceae) in relation to the leaf vascular pattern. Turkish J. Bot. 37 (5): 847 - 858, resumen

## Honores

### Membresías
- Società Botanica Italiana

- La abreviatura «R.Perrone» se emplea para indicar a Rosaria Perrone como autoridad en la descripción y clasificación científica de los vegetales.[3]